# Gimnasio Municipal de Guaymas
El Gimnasio Municipal de Guaymas, también conocido como "El Tsunami de la calle 6", es la sede del equipo de baloncesto Ostioneros de Guaymas que participa en el Circuito de Baloncesto de la Costa del Pacífico con sede en Guaymas, Sonora, México.